# Deutsche Leichtathletik-Meisterschaften 1963
Die 63. Deutschen Leichtathletik-Meisterschaften wurden einschl. des Marathonlaufs vom 9. bis 11. August 1963 in Augsburg ausgetragen.

## Ausgelagerte Disziplinen
Wie in den Jahren zuvor wurden weitere Meisterschaftstitel an verschiedenen anderen Orten vergeben:
- Waldläufe – Rengsdorf, 21. April mit Einzel- / Mannschaftswertungen auf zwei Streckenlängen für die Männer (Mittel- / Langstrecke) und einer Mittelstrecke für die Frauen mit jeweils Einzel- / Mannschaftswertungen
- Mehrkämpfe (Frauen: Fünfkampf) / (Männer: Fünfkampf und Zehnkampf) – Hannover, 7./8. September mit Einzel- und Mannschaftswertungen
- 50-km-Gehen (Männer) – Eschborn, 27. Oktober mit Einzel- und Mannschaftswertung

## Rekord
Helmut Janz (VfL Gladbeck) egalisierte über 400 Meter Hürden mit 49,9 s seinen eigenen deutschen Rekord (DRe) von 1960.

## Medaillengewinner Männer
Die folgenden Übersichten fassen die Medaillengewinner und -gewinnerinnen zusammen. Eine ausführlichere Übersicht mit den jeweils ersten sechs in den einzelnen Disziplinen findet sich unter dem Link Deutsche Leichtathletik-Meisterschaften 1963/Resultate.
| Disziplin                                   | Gold                                                                            | Leistung             | Silber                                                                           | Leistung             | Bronze                                                               | Leistung              |
| ------------------------------------------- | ------------------------------------------------------------------------------- | -------------------- | -------------------------------------------------------------------------------- | -------------------- | -------------------------------------------------------------------- | --------------------- |
| 100 m                                       | Alfred Hebauf (SV Salamander Kornwestheim)                                      | 10,3 s000            | Dieter Enderlein (Post-SV Saarbrücken)                                           | 10,6 s00             | Fritz Obersiebrasse (ASV Köln)                                       | 10,6 s00              |
| 200 m                                       | Alfred Hebauf (SV Salamander Kornwestheim)                                      | 20,7 s000            | Fritz Roderfeld (Rot-Weiß Oberhausen)                                            | 21,0 s00             | Klaus Ulonska (ASV Köln)                                             | 21,1 s00              |
| 400 m                                       | Jürgen Kalfelder (Wuppertaler SV)                                               | 46,0 s000            | Johannes Schmitt (ASV Köln)                                                      | 46,3 s00             | Hans-Joachim Reske (SV Saar 05 Saarbrücken)                          | 46,4 s00              |
| 800 m                                       | Manfred Kinder (Wuppertaler SV)                                                 | 1:51,3 min0          | Arnd Krüger (Marathon 1910 Berlin)                                               | 1:51,5 min           | Jörg Balke (Polizei SV Berlin)                                       | 1:51,6 min            |
| 1500 m                                      | Harald Norpoth (DJK SSG Telgte)                                                 | 3:45,0 min0          | Karl Eyerkaufer (FSV Frankfurt)                                                  | 3:45,8 min           | Klaus Lehmann (Polizei SV Berlin)                                    | 3:47,0 min            |
| 5000 m                                      | Peter Kubicki (SCC Berlin)                                                      | 14:37,0 min0         | Gottfried Arnold (SSG Darmstadt)                                                 | 14:37,4 min          | Günter Nordhausen (FTSV Elmshorn)                                    | 14:37,6 min           |
| 10.000 m                                    | Peter Kubicki (SCC Berlin)                                                      | 30:26,0 min0         | Horst Flosbach (Solinger LC)                                                     | 30:26,2 min          | Gottfried Arnold (SSG Darmstadt)                                     | 30:26,6 min           |
| Marathon                                    | Jürgen Wedeking (SC Dahlhausen)                                                 | 2:28:05 h0000        | Gideon Papke (SCC Berlin)                                                        | 2:29:35 h000         | Wilhelm Heuser (VfL Eintracht Hagen)                                 | 2:30:28 h000          |
| Marathon, Mannschaftswertung                | VfL Eintracht HagenWilhelm Heuser Lothar Reinshagen Helmut Knobloch             | 7:46:55 h0000        | TSR Olympia WilhelmshavenHeinrich Arians Hans-Dieter Simonson Karl-Heinz Sievers | 7:49:04 h000         | SCC BerlinGideon Papke Hermann Brecht Günter Thiele                  | 7:59:33 h000          |
| 110 m Hürden                                | Klaus Willimczik (USC Mainz)                                                    | 14,1 s000            | Hinrich John (Hannover 96)                                                       | 14,3 s00             | Klaus Nüske (ASV Berlin)                                             | 14,4 s00              |
| 200 m Hürden                                | Klaus Gerbig (FSV Frankfurt)                                                    | 23,7 s000            | Horst Gieseler (VfL Bochum)                                                      | 23,7 s00             | Willi Holdorf (TSV Bayer 04 Leverkusen)                              | 23,7 s00              |
| 400 m Hürden                                | Helmut Janz (VfL Gladbeck)                                                      | 49,9 s DRe           | Ferdinand Haas (TSV Bayer 04 Leverkusen)                                         | 50,0 s00             | Jörg Neumann (ASV Berlin)                                            | 51,3 s00              |
| 3000 m Hindernis                            | Ludwig Müller (KSV Hessen Kassel)                                               | 8:57,6 min0          | Manfred Letzerich (Eintracht Wiesbaden)                                          | 9:04,2 min           | Ralph Hesse (DJK Würzburg)                                           | 9:04,6 min            |
| 4 × 100 m Staffel                           | ASV KölnKlaus Ulonska Jürgen Schüttler Brinks Fritz Obersiebrasse               | 40,5 s000            | DJK Eintracht 09 BonnRolf Tempelhoff Jürgen Tartz Uwe Plachetka Armin Rosch      | 40,8 s00             | SV Saar 05 SaarbrückenEdmund Burg Hans-Joachim Reske Weißgerber Wunn | 41,5 s00              |
| 4 × 400 m Staffel                           | Wuppertaler SVJohannes Kaiser Klaus Wengoborski Manfred Kinder Jürgen Kalfelder | 3:10,1 min0          | Hannover 96Klaus von Boddien Dirk Vetter Fritz Roth Helmke                       | 3:12,6 min           | Hamburger SVJürgen Jaenisch Peter Bock Hoppe Dorau                   | 3:12,8 min            |
| 3 × 1000 m Staffel                          | Polizei SV BerlinPeter Christ Jörg Balke Klaus Lehmann                          | 7:28,4 min0          | TSV Bayer 04 LeverkusenBruno Unseld Lange Czock                                  | 7:28,8 min           | Recklinghäuser LCWolfgang Peter Manfred Lubba Hans-Jürgen Holtermann | 7:33,2 min            |
| 20-km-Gehen                                 | Julius Müller (Eintracht Frankfurt)                                             | 1:34:17,8 h000       | Kurt Schreiber (Post-SV Tübingen)                                                | 1:34:20,8 h00        | Hannes Koch (Eintracht Frankfurt)                                    | 1:35:48,0 h00         |
| 20-km-Gehen, Mannschaftswertung             | Eintracht FrankfurtJulius Müller Hannes Koch Bernhard Nermerich                 | 4:48:24,8 h000       | Berliner SCHorst Brüning Hans-Jürgen Paul Walsdorff                              | 5:00:38,4 h00        | Post-SV TübingenKurt Schreiber Rolf Baur Peter Schulze               | 5:02:38,8 h00         |
| 50 km Gehen                                 | Gert Jannsen (Berliner SC)                                                      | 4:18:40 h0000        | Hannes Koch (Eintracht Frankfurt)                                                | 4:29:53 h000         | Kurt Schreiber (Post-SV Tübingen)                                    | 4:32:35 h000          |
| 50 km Gehen, Mannschaftswertung             | Eintracht FrankfurtHannes Koch Bernhard Nermerich Claus Bartels                 | 13:48:19 h0000       | ACT KasselWerner Hupfeld Heinz Lehmann Wawretschek                               | 14:46:53 h000        | Post-SV TübingenKurt Schreiber Rolf Baur Peter Schulze               | 14:48:30 h000         |
| Hochsprung                                  | Herbert Hopf (TG 1848 Würzburg)                                                 | 2,04 m               | Ingomar Sieghart (TV Moosburg)                                                   | 2,01 m               | Ralf Drecoll (Buxtehuder SV)                                         | 2,01 m                |
| Stabhochsprung                              | Wolfgang Reinhardt (TSV Bayer 04 Leverkusen)                                    | 4,92 m               | Dieter Möhring (VfL Wolfsburg)                                                   | 4,60 m               | Wolfgang Pinder (SV Salamander Kornwestheim)                         | 4,50 m                |
| Weitsprung                                  | Wolfgang Klein (Hamburger SV)                                                   | 7,74 m               | Josef Freund (Eintracht Frankfurt)                                               | 7,61 m               | Michael Sauer (USC Mainz)                                            | 7,48 m                |
| Dreisprung                                  | Michael Sauer (USC Mainz)                                                       | 15,66 m              | Hans-Jörg Müller (SV Saar 05 Saarbrücken)                                        | 15,45 m              | Heinrich Fröhling (SuS Schwarz-Gelb Unna)                            | 15,42 m               |
| Kugelstoßen                                 | Dietrich Urbach (TSV 1860 München)                                              | 18,03 m              | Heinfried Birlenbach (Sportfreunde Siegen)                                       | 16,91 m              | Werner Heger (USC Heidelberg)                                        | 16,58 m               |
| Diskuswurf                                  | Jens Reimers (Rot-Weiß Oberhausen)                                              | 55,00 m              | Dietrich Urbach (TSV 1860 München)                                               | 52,59 m              | Ferdinand Schladen (KTV Südstadt Bonn)                               | 52,13 m               |
| Hammerwurf                                  | Hans Fahsl (Schwarz-Weiß Westende Hamborn)                                      | 60,86 m              | Siegfried Perleberg (TSV Bayer 04 Leverkusen)                                    | 58,98 m              | Siegfried Lorenz (OSV Hörde)                                         | 58,14 m               |
| Speerwurf                                   | Hermann Salomon (USC Mainz)                                                     | 82,19 m              | Rolf Herings (TSV Bayer 04 Leverkusen)                                           | 75,53 m              | Peter Mörbel (USC Mainz)                                             | 72,26 m               |
| Fünfkampf, 1952er W. 2. Zeile: 1985er Wert. | Gerold Jericho (TSG Tübingen)                                                   | 3613 P (3733 P)      | Gustav Held (SC Hahnheim)                                                        | 3577 P (3672 P)      | Hermann Baumgarten (VfL Stade)                                       | 3440 P (3563 P)       |
| Fünfkampf, Mannschaftswertung               | Polizei SV BerlinKlaus Beuschel Eckard Kaspar Wolfgang Kardetzky                | 9256 P               | TuS 04 LeverkusenNorf Ruloffs R. Block                                           | 8847 P               | VfL StadeHermann Baumgarten Horst Griemsmann Klaus Brokelmann        | 8788 P                |
| Zehnkampf, 1952er W. 2. Zeile: 1985er Wert. | Willi Holdorf (TSV Bayer 04 Leverkusen)                                         | 8085 P (7681 P)      | Werner von Moltke (Stuttgarter Kickers)                                          | 7309 P (7217 P)      | Horst Beyer (VfL Wolfsburg)                                          | 7095 P (7097 P)       |
| Zehnkampf, Mannschaftswertung               | TSV Bayer 04 LeverkusenWilli Holdorf Hermann Alms Manfred Bäcker                | 21.153 P             | Stuttgarter KickersWerner von Moltke Uwe Kowarsch Hans-Dieter Lang               | 18.199 P             | Gut Heil Lübeck 1876Heinz Gabriel Dettke Günter Grube                | 17.707 P              |
| Waldlauf Mittelstrecke – 2,3 km             | Bernd Windel (Polizei-SV Hannover)                                              | 6:36,2 min0          | Jörg Balke (Polizei SV Berlin)                                                   | 6:37,0 min           | Willi Gammel (ASV Köln)                                              | 6:37,0 min            |
| Waldlauf Mittelstrecke, Mannschaftswertung  | VfL WolfsburgWerner Girke Alfons Ida Lutz Krausse                               | 13 P (Plätze 5/7/9)  | Hamburger SVHubert Rothärmel Hans Joachim Blatt Fritz Stutzer                    | 33 P (Plä. 11/12/22) | ASV KölnWilli Gammel Milbrandt Hoffmann                              | 34 P (Plätze 3/14/27) |
| Waldlauf Langstrecke – 9,6 km               | Peter Kubicki (SCC Berlin)                                                      | 29:22,4 min0         | Gustav Disse (SC Dahlhausen)                                                     | 29:33,6 min          | Hans Hüneke (KSV Hessen Kassel)                                      | 29:48,2 min           |
| Waldlauf Langstrecke, Mannschaftswertung    | SC DahlhausenGustav Disse Jürgen Wedeking Klaus Vieth                           | 15 P (Plätze 2/9/11) | KSV Hessen KasselHans Hüneke Ludwig Müller Gisbert Wöhleke                       | 20 P (Plätze 3/4/21) | SSG DarmstadtGottfried Arnold Hans Siegel Steinmetz                  | 23 P (Plätze 4/16/18) |

## Medaillengewinnerinnen Frauen
| Disziplin                     | Gold                                                                       | Leistung             | Silber                                                                                  | Leistung              | Bronze                                                  | Leistung               |
| ----------------------------- | -------------------------------------------------------------------------- | -------------------- | --------------------------------------------------------------------------------------- | --------------------- | ------------------------------------------------------- | ---------------------- |
| 100 m                         | Gudrun Lenze (Hamburger SV)                                                | 11,8 s00             | Renate Bronnsack (USC Heidelberg)                                                       | 12,0 s00              | Jutta Stöck (Hamburger SV)                              | 12,0 s00               |
| 200 m                         | Jutta Heine (ASV Köln)                                                     | 23,8 s00             | Johanna Gaiser (TSV München-Ost)                                                        | 24,7 s00              | Waltraud Westphal (CSV Marathon 1910 Krefeld)           | 25,1 s00               |
| 400 m                         | Helga Henning (Hannover 96)                                                | 54,1 s00             | Margarete Buscher (LC Nordhorn)                                                         | 55,4 s00              | Erna Maisack (TV Jahn Plaidt)                           | 55,6 s00               |
| 800 m                         | Antje Gleichfeld geb. Braasch (TuS Alstertal Hamburg)                      | 2:07,1 min           | Anita Wörner (ABC Ludwigshafen)                                                         | 2:08,0 min            | Barbara Decker (TV Hasse-Winterbek Kiel)                | 2;12,6 min             |
| 80 m Hürden                   | Erika Fisch (Hannover 96)                                                  | 10,7 s00             | Inge Schell (TSV 1860 München)                                                          | 10,8 s00              | Jutta Stöck (Hamburger SV)                              | 10,9 s00               |
| 4 × 100 m Staffel             | Hannover 96Renate Meyer geb. Rose Helga Henning Erika Fisch Christa Elsler | 46,1 s00             | TSV 1860 MünchenEckle Martha Pensberger geb. Langbein Inge Schell Zenta Kopp geb. Gastl | 46,9 s00              | ASV KölnCordes Ingrid Schlundt Brucker Jutta Heine      | 46,9 s00               |
| Hochsprung                    | Marlene Schmitz-Portz geb. Mathei (ASV Köln)                               | 1,64 m               | Rita Kortum (Eintracht Frankfurt)                                                       | 1,64 m                | Heidemarie Hummel (Turnerschaft Göppingen)              | 1,61 m                 |
| Weitsprung                    | Helga Hoffmann (ATSV Saarbrücken)                                          | 6,32 m               | Zenta Kopp geb. Gastl (TSV 1860 München)                                                | 6,15 m                | Liesel Luxenburger geb. Jacobi (SV Saar 05 Saarbrücken) | 6,14 m                 |
| Kugelstoßen                   | Sigrun Kofink geb. Grabert (SV 03 Tübingen)                                | 14,71 m              | Marlene Klein (LGO Euskirchen)                                                          | 14,63 m               | Hannelore Keydel (TSV Bayer 04 Leverkusen)              | 14,00 m                |
| Diskuswurf                    | Kriemhild Hausmann (Preussen Krefeld)                                      | 52,89 m              | Liesel Westermann (TuS Solingen)                                                        | 50,16 m               | Sigrun Kofink geb. Grabert (SV 03 Tübingen)             | 47,63 m                |
| Speerwurf                     | Anneliese Gerhards geb. Jansen (TV Lobberich)                              | 53,45 m              | Almut Brömmel (TSV 1860 München)                                                        | 48,06 m               | Erika Strößenreuther (USC München)                      | 47,85 m                |
| Fünfkampf, 1955er W.          | Helga Hoffmann (ATSV Saarbrücken)                                          | 4618 P               | Hannelore Keydel (TSV Bayer 04 Leverkusen)                                              | 4502 P                | Zenta Kopp geb. Gastl (TSV 1860 München)                | 4418 P                 |
| Fünfkampf, Mannschaftswertung | Hannover 96Erika Fisch Christa Elsler Renate Meyer geb. Rose               | 12.526 P             | KSV Hessen KasselM. Lück geb. Müller Dilcher Leimer                                     | 12.333 P              | TSV 1860 MünchenZenta Kopp geb. Gastl Inge Schell Heim  | 12.162 P               |
| Waldlauf – 1,2 km             | Anita Wörner (ABC Ludwigshafen)                                            | 3:51,8 min           | Barbara Decker (TV Hassee-Winterbek Kiel)                                               | 3:52,4 min            | Rosemarie Heidel (VfL Wolfsburg)                        | 3:52,6 min             |
| Waldlauf, Mannschaftswertung  | VfL WolfsburgRosemarie Heidel Liane Winter Monika Schnieber                | 15 P (Plätze 3/9/13) | TV Hassee-Winterbek KielBarbara Decker M. Scheurer D. Scheurer                          | 20 P (Plätze 2/11/19) | SCC BerlinChrista Basche Neumann Lerch geb. Wüstenhagen | 30 P (Plätze 10/14/23) |

## Videolink
- Filmausschnitte u. a. von den Deutschen Leichtathletikmeisterschaften auf filmothek.bundesarchiv.de, Bereich: 3:09 min bis 5:43 min, abgerufen am 3. April 2021